# 1272 Gefion
1272 Gefion este un asteroid din centura principală, descoperit pe 10 octombrie 1931, de Karl Reinmuth.